# Glandorf (Ohio)
Glandorf es una villa ubicada en el condado de Putnam en el estado estadounidense de Ohio. En el Censo de 2010 tenía una población de 1001 habitantes y una densidad poblacional de 239,31 personas por km².

## Geografía
Glandorf se encuentra ubicada en las coordenadas 41°1′38″N 84°4′44″O / 41.02722, -84.07889. Según la Oficina del Censo de los Estados Unidos, Glandorf tiene una superficie total de 4.18 km², de la cual 4.18 km² corresponden a tierra firme y (0%) 0 km² es agua.

## Demografía
Según el censo de 2010, había 1001 personas residiendo en Glandorf. La densidad de población era de 239,31 hab./km². De los 1001 habitantes, Glandorf estaba compuesto por el 98.3% blancos, el 0% eran afroamericanos, el 0% eran amerindios, el 0.8% eran asiáticos, el 0% eran isleños del Pacífico, el 0.1% eran de otras razas y el 0.8% pertenecían a dos o más razas. Del total de la población el 1.6% eran hispanos o latinos de cualquier raza.